# Elka Konsztantinova
Elka Konsztantinova, Елка Георгиева Константинова (Szófia, 1932. május 25. – 2023. január 12.) bolgár irodalomkritikus, politikus, kulturális miniszter.

## Életpályája
Apja Georgi Konsztantinov irodalomkritikus volt. 1956-ban a Szófiai Ohridi Szent Kelemen Egyetemen bolgár filológiából diplomázott, doktori disszertációját 1968-ban védte meg. 1990-ben ezen az egyetemen professzori címet kapott. 1966–1967 között a bolgár Állami Bibliográfiai Intézet oktatója volt. 1968-ban a Народна култура, a Септември és a Критика című lapoknál tevékenykedett. 1974–1984 között bolgár irodalmat tanított a sumeni Pedagógiai Intézetben, 1987–1990 között pedig gyermekirodalmat oktatott a szófiai Színház- és Filmművészeti akadémián. A lengyel Jagelló Egyetemen 1979–1982 között a bolgár nyelv és irodalom vendégelőadója volt. 1969-től tagja volt a Nemzetközi Science Fiction szövetségnek.
Munkái a kortárs bolgár irodalommal, a bolgár történelmi regénnyel és szépirodalommal, a két világháború közti bolgár irodalommal, valamint a bolgár irodalom szimbolikájával foglalkoznak. Cikkeket publikált többek közt az Литературен фронт, a Пламък, a Септември, a Литературна мисъл, a Литературен форум, a Летописи, a Век 21 és a Литературен вестник című lapokban.
A bolgár rendszerváltás során a Demokratikus Erők Szövetsége tagja, valamint az akkor megreformált Radikális Demokrata Párt elnöke volt. Parlamenti képviselővé választották a VII. Nagy Nemzetgyűlésben és a XXXVI. Nemzetgyűlésben (1990-1991) 1991–1992 között kulturális miniszter volt Filip Dimitrov kormányában. 1993–1997 között a lengyelországi bolgár nagykövetség kulturális attaséja volt.
1998-ban elnyerte a Graviton-díjat. 2002-ben a lengyel kormány lovagkereszttel tüntette ki a bolgár-lengyel kulturális kapcsolatok ápolásáért. 2012-ben Szent Cirill és Metód rendet kapott.

## Főbb művei
- Фантастика и белетристика (1973)
- Камен Калчев (1974)
- Георги Караславов (1977)
- Наблюдения над литературното развитие (1977)
- Развитие на разказа и повестта 1944–1956 (1979)
- Самобитно и общочовешко (1980)
- Априлски дъждове (1980)
- Георги Райчев. Жизнен и творчески път (1982)
- Силуети от вчера и днес (1985)
- Фантастика и съвременност (1985)
- Българският разказ от вчера и днес (1987)
- Въображаемото и реалното. Фантастика в българската художествена проза (1987)
- Николай Лилиев (1988)
- Лечебната сила на литературата (1992)
- Какво да кажем ние на младите сърца. Литературни критически студии и статии (2002)[5]

### Magyarul
Egyetlen sci-fi-elméleti írása jelent meg a Galaktika 29. számában 1978-ban, Fantasztikum és szépirodalom címmel.

## Fordítás
- Ez a szócikk részben vagy egészben  a(z)   Елка Константинова című bolgár Wikipédia-szócikk ezen változatának fordításán alapul.  Az eredeti cikk szerkesztőit annak laptörténete sorolja fel. Ez a jelzés csupán a megfogalmazás eredetét és a szerzői jogokat jelzi, nem szolgál a cikkben szereplő információk forrásmegjelöléseként.